# Begni
 (septembre 2017).
Si vous disposez d'ouvrages ou d'articles de référence ou si vous connaissez des sites web de qualité traitant du thème abordé ici, merci de compléter l'article en donnant les références utiles à sa vérifiabilité et en les liant à la section « Notes et références ».
Begni est un village dans l'arrondissement (commune) de Bokito, département du Mbam-et-Inoubou, région du Centre au Cameroun. Il abrite une chefferie de deuxième degré et est le village-phare du canton Mmala qui compte outre Begni, Yorro, Kedia, Ediolomo et Bokito-Village. Comme l'indique le nom du canton, le mmala est la langue parlée.

## Présentation
Le village est situé à environ 12 kilomètres de Bokito et dispose, également, d'un accès par Balamba à l'est. 
Sur le plan des croyances, le catholicisme y est la religion majoritairement représentée, suivie de l'islam, du protestantisme et d'autres mouvements évangéliques.
Au niveau de l'éducation, un CES et une école publique.
Les populations vivent essentiellement de l'agriculture dont ils écoulent les produits principalement dans leur marché périodique (tous les jeudis). On y trouve néanmoins quelques fonctionnaires notamment des enseignants de l'école primaire et du CES.